# John Fitzgerald
Pour les articles homonymes, voir John Fitzgerald (homonymie) et Fitzgerald.
John Basil Fitzgerald, né le 29 décembre 1960 à Cummins, est un ancien joueur de tennis professionnel australien.

## Carrière
Pendant sa carrière, il a gagné 6 titres majeurs en simple et 30 en double, dont 7 en Grand Chelem. Il fut meilleur joueur mondial en double en 1991. Son meilleur classement en simple fut 25e en 1988. Il fut également membre de l'équipe australienne qui gagna la Coupe Davis en 1986. Il a été le capitaine de l'équipe australienne de Coupe Davis jusqu'en 2010, remplacé à ce poste par Patrick Rafter.

## Parcours dans les tournois duGrand Chelem

### En simple
| Année | Open d'Australie | Open d'Australie | Internationaux de France | Internationaux de France | Wimbledon       | Wimbledon     | US Open         | US Open        | Open d'Australie | Open d'Australie |
| ----- | ---------------- | ---------------- | ------------------------ | ------------------------ | --------------- | ------------- | --------------- | -------------- | ---------------- | ---------------- |
| 1979  | n.o.             | n.o.             | —                        | —                        | 1er tour (1/64) | C. Dowdeswell | —               | —              | 1er tour (1/32)  | S. Docherty      |
| 1980  | n.o.             | n.o.             | —                        | —                        | 2e tour (1/32)  | R. Tanner     | —               | —              | 2e tour (1/16)   | K. Warwick       |
| 1981  | n.o.             | n.o.             | 1er tour (1/64)          | I. Lendl                 | 1/8 de finale   | R. Frawley    | 1er tour (1/64) | P. McNamara    | 1er tour (1/32)  | P. Dent          |
| 1982  | n.o.             | n.o.             | 1er tour (1/64)          | D. Pérez                 | 3e tour (1/16)  | H. Pfister    | —               | —              | 3e tour (1/16)   | J. Alexander     |
| 1983  | n.o.             | n.o.             | 2e tour (1/32)           | J. Arias                 | 1er tour (1/64) | M. Wilander   | 1er tour (1/64) | G. Michibata   | 1/8 de finale    | T. Šmíd          |
| 1984  | n.o.             | n.o.             | 1er tour (1/64)          | J. Nyström               | 2e tour (1/32)  | C. Motta      | 3e tour (1/16)  | B. Green       | 1er tour (1/64)  | B. Scanlon       |
| 1985  | n.o.             | n.o.             | 1er tour (1/64)          | R. Viver                 | 2e tour (1/32)  | J. Kriek      | 1er tour (1/64) | H. Van Boeckel | 1er tour (1/64)  | M. De Palmer     |
| 1986  | n.o.             | n.o.             | 2e tour (1/32)           | L. Mattar                | 1/8 de finale   | H. Leconte    | 1er tour (1/64) | T. Witsken     | n.o.             | n.o.             |
| 1987  | 2e tour (1/32)   | K. Curren        | 1er tour (1/64)          | M. Anger                 | 1er tour (1/64) | J. Hlasek     | 2e tour (1/32)  | M. Mečíř       | n.o.             | n.o.             |
| 1988  | 1er tour (1/64)  | M. Woodforde     | 1er tour (1/64)          | J. Sánchez               | 3e tour (1/16)  | P. Cash       | —               | —              | n.o.             | n.o.             |
| 1989  | 2e tour (1/32)   | G. Ivanišević    | —                        | —                        | 1/8 de finale   | J. McEnroe    | 2e tour (1/32)  | I. Lendl       | n.o.             | n.o.             |
| 1990  | 1er tour (1/64)  | G. Bloom         | —                        | —                        | 1er tour (1/64) | M. Woodforde  | —               | —              | n.o.             | n.o.             |
| 1991  | 1er tour (1/64)  | A. Mronz         | —                        | —                        | —               | —             | —               | —              | n.o.             | n.o.             |
| 1992  | 3e tour (1/16)   | S. Edberg        | —                        | —                        | 1er tour (1/64) | W. Ferreira   | —               | —              | n.o.             | n.o.             |
| 1993  | 2e tour (1/32)   | C. Garner        | —                        | —                        | 2e tour (1/32)  | J. Frana      | —               | —              | n.o.             | n.o.             |
| 1994  | —                | —                | —                        | —                        | 1er tour (1/64) | P. Korda      | —               | —              | n.o.             | n.o.             |

N.B. : à droite du résultat se trouve le nom de l'ultime adversaire.

### En double
| Année | Open d'Australie                                                                | Open d'Australie                                                                 | Internationaux de France                                                           | Internationaux de France                                                             | Wimbledon                                                                         | Wimbledon                                                                      | US Open                                                                         | US Open                                                                          | Open d'Australie | Open d'Australie |
| ----- | ------------------------------------------------------------------------------- | -------------------------------------------------------------------------------- | ---------------------------------------------------------------------------------- | ------------------------------------------------------------------------------------ | --------------------------------------------------------------------------------- | ------------------------------------------------------------------------------ | ------------------------------------------------------------------------------- | -------------------------------------------------------------------------------- | ---------------- | ---------------- |
| 1979  | n.o.                                                                            | n.o.                                                                             | —                                                                                  | —                                                                                    | 1er tour (1/32) W. Pascoe \|\| style="text-align:left;" \| P. Fleming J. McEnroe  | —                                                                              | —                                                                               | 1er tour (1/16) W. Pascoe \|\| style="text-align:left;" \| S. Stewart H. Pfister |                  |                  |
| 1980  | n.o.                                                                            | n.o.                                                                             | —                                                                                  | —                                                                                    | 1er tour (1/32) C. Miller \|\| style="text-align:left;" \| Gunnarsson S. Svensson | —                                                                              | —                                                                               | 1/8 de finale W. Pascoe \|\| style="text-align:left;" \| M. Estep P. Kronk       |                  |                  |
| 1981  | n.o.                                                                            | n.o.                                                                             | 2e tour (1/16) Johnstone \|\| style="text-align:left;" \| C. Mayotte R. Meyer      | 1/8 de finale W. Pascoe \|\| style="text-align:left;" \| P. Fleming J. McEnroe       | —                                                                                 | —                                                                              | 1er tour (1/16) B. Drewett \|\| style="text-align:left;" \| A. Jarrett J. Smith |                                                                                  |                  |                  |
| 1982  | n.o.                                                                            | n.o.                                                                             | 2e tour (1/16) W. Fibak \|\| style="text-align:left;" \| J. Alexander P. Cash      | —                                                                                    | —                                                                                 | 1/8 de finale W. Fibak \|\| style="text-align:left;" \| K. Curren S. Denton    | Victoire Alexander                                                              | A. Andrews J. Sadri                                                              |                  |                  |
| 1983  | n.o.                                                                            | n.o.                                                                             | 1er tour (1/32) Alexander \|\| style="text-align:left;" \| S. Birner L. Pimek      | 1/4 de finale Alexander \|\| style="text-align:left;" \| P. Fleming J. McEnroe       | 1/2 finale P. Cash \|\| style="text-align:left;" \| P. Fleming J. McEnroe         | 2e tour (1/16) Alexander \|\| style="text-align:left;" \| K. Flach R. Seguso   |                                                                                 |                                                                                  |                  |                  |
| 1984  | n.o.                                                                            | n.o.                                                                             | 2e tour (1/16) Alexander \|\| style="text-align:left;" \| M. Davis C. Dunk         | 1/4 de finale Alexander \|\| style="text-align:left;" \| P. Fleming J. McEnroe       | Victoire T. Šmíd                                                                  | S. Edberg A. Järryd                                                            | 1/2 finale P. Cash \|\| style="text-align:left;" \| J. Nyström M. Wilander      |                                                                                  |                  |                  |
| 1985  | n.o.                                                                            | n.o.                                                                             | 1/8 de finale H. Leconte \|\| style="text-align:left;" \| Giammalva Willenborg     | Finale P. Cash                                                                       | H. Günthardt B. Taróczy                                                           | 1/8 de finale M. Mitchell \|\| style="text-align:left;" \| Mortensen Simonsson | 2e tour (1/16) T. Šmíd \|\| style="text-align:left;" \| J. Letts Robertson      |                                                                                  |                  |                  |
| 1986  | n.o.                                                                            | n.o.                                                                             | Victoire T. Šmíd                                                                   | S. Edberg A. Järryd                                                                  | 2e tour (1/16) T. Šmíd \|\| style="text-align:left;" \| B. Dyke W. Masur          | 1/8 de finale T. Šmíd \|\| style="text-align:left;" \| G. Muller T. Nelson     | n.o.                                                                            | n.o.                                                                             |                  |                  |
| 1987  | 2e tour (1/16) J. Kriek \|\| style="text-align:left;" \| T. Mmoh N. Odizor      | 1er tour (1/32) T. Šmíd \|\| style="text-align:left;" \| A. Boetsch L. Courteau  | 1/8 de finale T. Šmíd \|\| style="text-align:left;" \| P. Annacone van Rensburg    | 2e tour (1/16) W. Masur \|\| style="text-align:left;" \| K. Flach R. Seguso          | n.o.                                                                              | n.o.                                                                           |                                                                                 |                                                                                  |                  |                  |
| 1988  | 1/4 de finale A. Järryd \|\| style="text-align:left;" \| R. Leach J. Pugh       | Finale A. Järryd                                                                 | A. Gómez E. Sánchez                                                                | Finale A. Järryd                                                                     | K. Flach R. Seguso                                                                | —                                                                              | —                                                                               | n.o.                                                                             | n.o.             |                  |
| 1989  | 1/4 de finale A. Järryd \|\| style="text-align:left;" \| J. McEnroe Woodforde   | 1/2 finale A. Järryd \|\| style="text-align:left;" \| J. Grabb P. McEnroe        | Victoire A. Järryd                                                                 | R. Leach J. Pugh                                                                     | 1/2 finale A. Järryd \|\| style="text-align:left;" \| K. Flach R. Seguso          | n.o.                                                                           | n.o.                                                                            |                                                                                  |                  |                  |
| 1990  | 1/8 de finale Annacone \|\| style="text-align:left;" \| G. Connell G. Michibata | 1er tour (1/32) A. Järryd \|\| style="text-align:left;" \| K. Nováček M. Šrejber | 1er tour (1/32) A. Järryd \|\| style="text-align:left;" \| J. Canter B. Derlin     | —                                                                                    | —                                                                                 | n.o.                                                                           | n.o.                                                                            |                                                                                  |                  |                  |
| 1991  | 1/8 de finale A. Järryd \|\| style="text-align:left;" \| P. McEnroe D. Wheaton  | Victoire A. Järryd                                                               | R. Leach J. Pugh                                                                   | Victoire A. Järryd                                                                   | J. Frana L. Lavalle                                                               | Victoire A. Järryd                                                             | S. Davis D. Pate                                                                | n.o.                                                                             | n.o.             |                  |
| 1992  | 1/8 de finale A. Järryd \|\| style="text-align:left;" \| J. Palmer J. Stark     | 2e tour (1/16) A. Järryd \|\| style="text-align:left;" \| P. Albano C. Motta     | 2e tour (1/16) A. Järryd \|\| style="text-align:left;" \| J. McEnroe M. Stich      | 1/8 de finale A. Järryd \|\| style="text-align:left;" \| S. Casal E. Sánchez         | n.o.                                                                              | n.o.                                                                           |                                                                                 |                                                                                  |                  |                  |
| 1993  | Finale A. Järryd                                                                | D. Visser L. Warder                                                              | 1/8 de finale A. Järryd \|\| style="text-align:left;" \| Ivanišević H. Leconte     | 2e tour (1/16) A. Järryd \|\| style="text-align:left;" \| J.-L. de Jager M. Ondruska | 1er tour (1/32) J. Hlasek \|\| style="text-align:left;" \| L. Jensen M. Jensen    | n.o.                                                                           | n.o.                                                                            |                                                                                  |                  |                  |
| 1994  | 1er tour (1/32) D. Cahill \|\| style="text-align:left;" \| J. Eagle A. Florent  | 2e tour (1/16) D. Cahill \|\| style="text-align:left;" \| J. Apell J. Björkman   | 1er tour (1/32) D. Cahill \|\| style="text-align:left;" \| B. Devening Van Emburgh | 2e tour (1/16) D. Cahill \|\| style="text-align:left;" \| B. Black J. Stark          | n.o.                                                                              | n.o.                                                                           |                                                                                 |                                                                                  |                  |                  |
| 1995  | 1/8 de finale P. Rafter \|\| style="text-align:left;" \| J. Palmer R. Reneberg  | 1/8 de finale A. Järryd \|\| style="text-align:left;" \| L. Jensen M. Jensen     | 1er tour (1/32) A. Järryd \|\| style="text-align:left;" \| K. Jones D. Pate        | 1/8 de finale A. Järryd \|\| style="text-align:left;" \| S. Casal E. Sánchez         | n.o.                                                                              | n.o.                                                                           |                                                                                 |                                                                                  |                  |                  |
| 1996  | —                                                                               | —                                                                                | —                                                                                  | —                                                                                    | —                                                                                 | —                                                                              | —                                                                               | —                                                                                | n.o.             | n.o.             |
| 1997  | 1er tour (1/32) P. Rafter \|\| style="text-align:left;" \| L. Lobo J. Sánchez   | —                                                                                | —                                                                                  | —                                                                                    | —                                                                                 | —                                                                              | —                                                                               | n.o.                                                                             | n.o.             |                  |

N.B. : le nom du ou de la partenaire se trouve sous le résultat ; le nom des ultimes adversaires se trouve à droite.

### En double mixte
| Année | Open d'Australie           | Open d'Australie              | Internationaux de France | Internationaux de France | Wimbledon | Wimbledon | US Open | US Open |
| ----- | -------------------------- | ----------------------------- | ------------------------ | ------------------------ | --------- | --------- | ------- | ------- |
| 1995  | 1er tour (1/16) M. McGrath | Helena Suková Todd Woodbridge |                          |                          |           |           |         |         |

N.B. : le nom de la partenaire se trouve sous le résultat ; le nom des ultimes adversaires se trouve à droite.
US Open : vainqueur en 1983 ; finaliste en 1984 et 1985
Wimbledon : vainqueur en 1991 ; finaliste en 1985 et 1990

## Participation aux Masters

### En double
| Année | Ville        | Surface         | Partenaire    | Résultats | Résultat final |
| ----- | ------------ | --------------- | ------------- | --------- | -------------- |
| 1986  | Londres      | Moquette indoor | Tomáš Šmíd    | 2v, 2d    | Demi-finaliste |
| 1988  | Londres      | Moquette indoor | Anders Järryd | 3v, 1d    | Demi-finaliste |
| 1989  | Londres      | Moquette indoor | Anders Järryd | 4v, 1d    | Finaliste      |
| 1991  | Johannesburg | Dur indoor      | Anders Järryd | 5v, 0d    | Vainqueur      |
| 1992  | Johannesburg | Dur ext.        | Anders Järryd | 4v, 1d    | Finaliste      |